# Benvingut a Los Angeles
Benvingut a Los Angeles (títol original: Welcome to L.A.) és una pel·lícula estatunidenca dirigida per Alan Rudolph, estrenada el 1976 i doblada al català

## Argument
Les vides i embolics romàntics d'un grup de joves adults que han aconseguit "una nit d'èxit" a Los Angeles.

## Repartiment
- Keith Carradine: Carroll Barber
- Sally Kellerman: Ann Goode
- Geraldine Chaplin: Karen Hood
- Harvey Keitel: Ken Hood
- Lauren Hutton: Nona Bruce
- Viveca Lindfors: Susan Moore
- Sissy Spacek: Linda Murray
- Denver Pyle: Carl Barber
- Diahnne Abbott: Jeannette Ross

## Nominacions
- BAFTA a la millor actriu secundària 1978 per Geraldine Chaplin